# Хорватский военный контингент в Афганистане
Военный контингент Хорватии в Афганистане — подразделение вооружённых сил Хорватии, созданное в 2003 году. В 2003 - 2014 гг. действовало в составе сил ISAF.

## История
Хорватия участвовала в операции в Афганистане с 2003 года. В феврале 2003 года в Афганистан был направлен воинский контингент. В мае 2008 года численность хорватского контингента в Афганистане составляла свыше 200 человек.
18 мая 2003 года в Кабуле толпа афганцев забросала камнями хорватский патруль, была повреждена автомашина и травмированы два военных полицейских Хорватии.
2 февраля 2005 года на контрольно-пропускном пункте в Кабуле водитель автомашины попытался совершить наезд на военного полицейского Хорватии, который сумел спастись, заметив опасность и бросившись в сторону, а затем открыл огонь по автомобилю.
20 июня 2006 года в уезде Тайвара в южной части провинции Гор был атакован хорватский патруль, по которому открыли огонь из стрелкового оружия. Два бронированных джипа "Toyota Land Cruiser" хорватского контингента были повреждены и хорваты отступили, оставив на месте нападения одну из повреждённых автомашин.
12 сентября 2006 года во время совместного патрулирования хорватских солдат и солдат афганской национальной армии при посещении деревни по афганским солдатам был открыт огонь с фланга. Хорватские солдаты участвовали в перестрелке, пострадавших среди них не имелось.
1 апреля 2009 года Хорватия вступила в блок НАТО. Численность контингента была увеличена до 300 военнослужащих. В декабре 2009 года по просьбе США Хорватия вновь увеличила численность контингента в Афганистане на 50 военнослужащих, до 350 человек. Участие в военной операции в Афганистане стало самой дорогой из всех заграничных операций вооружённых сил Хорватии (в среднем, затраты составляли 450 тысяч кун на каждого хорватского военнослужащего ISAF в год).
9 июля 2010 года было объявлено о намерении открыть в Кабуле представительство Хорватии и пригласить в Афганистан хорватских бизнесменов. Предварительное согласие работать на территории Афганистана было получено от 11 хорватских компаний, три из которых были связаны с разминированием местности ("DOK ING" занималась производством средств разминирования, а "Klaster za razminiranje" и "Hrvatski centar za razminiranje" занимались разминированием). 
В ноябре 2010 года на саммите НАТО в Лиссабоне было объявлено, что Хорватия отправит группу военных полицейских для обучения военнослужащих афганской военной полиции. В дальнейшем, 14 военнослужащих хорватской военной полиции стали инструкторами учебного центра военной полиции, открытого на военной базе "Camp Darualan" в районе Кабула. Ещё одна группа из 22 инструкторов (16 военнослужащих Хорватии, четыре офицера МВД Хорватии и два полицейских Черногории) начала обучение афганской национальной полиции на военной базе "Mike Spann" в городе Мазари-Шариф.
По состоянию на 1 августа 2013 года численность контингента составляла 181 военнослужащих.
28 декабря 2014 года командование НАТО объявило о том, что операция "Несокрушимая свобода" в Афганистане завершена. Тем не менее, боевые действия в стране продолжались и иностранные войска остались в стране - в соответствии с начатой 1 января 2015 года операцией «Решительная поддержка», хотя общая численность войск НАТО (в том числе, Хорватии) была уменьшена. Весной 2015 года численность контингента составляла 92 военнослужащих. По программе военной помощи хорватский контингент получил от США несколько бронированных внедорожников M1114.
В феврале 2020 года численность военного контингента Хорватии составляла 107 военнослужащих, в июле 2020 года численность была сокращена до 76 человек, а 13 сентября 2020 года последние 70 военнослужащих покинули базу в Мазари-Шарифе.

## Результаты
По официальным данным правительства Хорватии, с февраля 2003 до 12 сентября 2020 года в операции участвовали 5722 военнослужащих Хорватии, а также сотрудники МВД Хорватии.
Потери хорватского контингента в Афганистане составили 1 солдата убитым, не менее 16 ранеными и травмированными, ещё 1 опасно заболел.
В перечисленные выше потери не включены сведения о финансовых расходах на участие в войне, потерях в технике, вооружении и ином военном имуществе.
Помимо прямых военных расходов, Хорватия предоставляла военную помощь Афганистану.
- так, в 2007 году Хорватия передала для афганской армии 1000 7,62-мм автоматов Калашникова и 300 тыс. патронов[27]
- в апреле 2011 года Хорватия приняла решение о поставке для полиции Афганистана 15 тыс. автоматов Zastava M70 и 300 лёгких артиллерийских орудий (общей стоимостью около 1 млн долларов США)[28]